# 제이튠캠프의 음반
이 문서는 제이튠 캠프에서 발표한 음반의 목록이다.

## 2000년대
- 2005년 10월 22일 연정훈 - All For You
- 2005년 12월 26일 이다해 - [Digital Single] 당신이 원하신다면
- 2007년 11월 12일 이다해 - [Digital Single] I LOVE ROCK & ROLL
- 2008년 10월 15일 비 - RAINISM[1]
- 2009년 3월 4일 비 - Rainism Recollection
- 2009년 10월 14일 엠블랙 - JUST BLAQ

## 2010년대
- 2010년 2월 25일 엠블랙 - The Artist (조덕배 25주년 기념앨범 Part.4)
- 2010년 4월 1일 비 - 경희를 내 품에[2]
- 2010년 4월 7일 비 - BACK TO THE BASIC
- 2010년 5월 17일 엠블랙 - Y
- 2010년 9월 3일 지오 - [Digital Single] O-IWI-O[3]
- 2010년 11월 24일 엠블랙 - 도망자 OST Part.2[4]
- 2010년 12월 28일 지오 - [Digital Single] 니가 따끔거려서[5]
- 2011년 1월 10일 엠블랙 - BLAQ Style
- 2011년 2월 22일 엠블랙 - BLAQ Style 3D Edition
- 2011년 5월 31일 엠블랙 - 내게 거짓말을 해 봐 OST Part.3
- 2011년 7월 4일 엠블랙 - [Digital Single] 내 꿈에서라도
- 2011년 7월 4일 지오 - [Digital Single] 내 꿈에서라도
- 2011년 7월 12일 엠블랙 - MONA LISA
- 2011년 8월 16일 비 - [Digital Single] 부산여자
- 2011년 8월 25일 이준, 천둥 - [Digital Single] Run Away[6]
- 2011년 10월 25일 지오 - Mr.아이돌 OST Part.3 (Believe)
- 2011년 12월 9일 엠블랙 - White Forever
- 2012년 1월 10일 엠블랙 - MBLAQ 4th Mini Album `100% Ver.`
- 2012년 2월 10일 미르,이준 - [Digital Single] 기억하나요[7]
- 2012년 3월 19일 지오,미르 - K-Pop 최강 서바이벌 OST Part.1
- 2012년 3월 21일 엠블랙 - MBLAQ 4th Mini Album `BLAQ% Ver.`
- 2012년 6월 27일 엠블랙 - [Digital Single] The BLAQ% Tour part.1
- 2012년 6월 27일 지오,미르 - `THE BLAQ%`TOUR Part.1
- 2012년 7월 4일 엠블랙 - [Digital Single] The BLAQ% Tour part.2
- 2012년 7월 4일 천둥 - `THE BLAQ%`TOUR Part.2
- 2012년 7월 17일 엠블랙 - 유령 OST
- 2012년 8월 20일 투엑스 - Double Up
- 2012년 12월 16일 엠블랙 - 드라마의 제왕 OST Part.4
- 2013년 2월 12일 투엑스 - 링마벨 (Ring Ma Bell)
- 2013년 3월 20일 지오,미르 - 아이리스 2 OST Part.5
- 2013년 6월 4일 엠블랙 - SEXY BEAT
- 2013년 6월 30일 엠블랙 - 오늘밤 (우리 결혼했어요 세계판 OST Part.7)
- 2013년 8월 12일 엠블랙 - LOVE BEAT
- 2013년 11월 20일 엠블랙 - [Digital Single] Play That Song
- 2013년 11월 20일 지오 - [Digital Single] Play That Song
- 2013년 11월 28일 프로씨 - [Digital Single] 나쁜기억[8]
- 2013년 12월 24일 엠블랙 - [Digital Single] 이리오너라
- 2014년 1월 24일 천둥 - [Digital Single] 없어(Gone)
- 2014년 1월 27일 지오 - 로맨스가 필요해 3 OST Part.3
- 2014년 2월 5일 프로씨 - [Digital Single] 더 사랑하는 쪽이 아프다[9]
- 2014년 2월 26일 엠블랙 - Still In Love
- 2014년 3월 17일 엠블랙 - [Digital Single] Broken
- 2014년 3월 24일 엠블랙 - Broken
- 2014년 6월 3일 지오 - 닥터 이방인 OST Part.4 (SBS 월화드라마)
- 2014년 6월 26일 엠블랙 - 소녀괴담 OST
- 2014년 9월 5일 천둥 - [Digital Single] Monster
- 2014년 10월 6일 매드타운 - MADTOWN
- 2014년 11월 25일 엠블랙 - 겨울
- 2015년 3월 12일 매드타운 - Welcome To MADTOWN
- 2015년 6월 9일 엠블랙 - Mirror
- 2015년 10월 21일 프로씨 - [Digital Single] 밤에 본 한강
- 2015년 11월 12일 매드타운 - [Digital Single] OMGT
- 2015년 11월 17일 엠블랙 - SBS MTV 매시업 K-Pop Remix 제1탄[10]
- 2016년 2월 3일 매드타운 - [Digital Single] 내 맘을 아냐고[11]
- 2016년 2월 6일 이건 - 동네의 영웅 OST Part.3
- 2016년 2월 13일 지오 - 마담 앙트완 OST Part.2
- 2016년 4월 23일 승호 - 가화만사성 OST Part.4
- 2016년 6월 21일 매드타운 - Emotion